# Municipio de Odessa (Minnesota)
El municipio de Odessa (en inglés: Odessa Township) es un municipio ubicado en el condado de Big Stone en el estado estadounidense de Minnesota. En el año 2010 tenía una población de 132 habitantes y una densidad poblacional de 1,4 personas por km².

## Geografía
El municipio de Odessa se encuentra ubicado en las coordenadas 45°17′1″N 96°18′11″O / 45.28361, -96.30306. Según la Oficina del Censo de los Estados Unidos, el municipio tiene una superficie total de 94.17 km², de la cual 92,75 km² corresponden a tierra firme y (1,51 %) 1,42 km² es agua.

## Demografía
Según el censo de 2010, había 132 personas residiendo en el municipio de Odessa. La densidad de población era de 1,4 hab./km². De los 132 habitantes, el municipio de Odessa estaba compuesto por el 99,24 % blancos y el 0,76 % eran de una mezcla de razas. Del total de la población el 0 % eran hispanos o latinos de cualquier raza.